# Restauration (politique)
Pour les articles homonymes, voir Restauration.

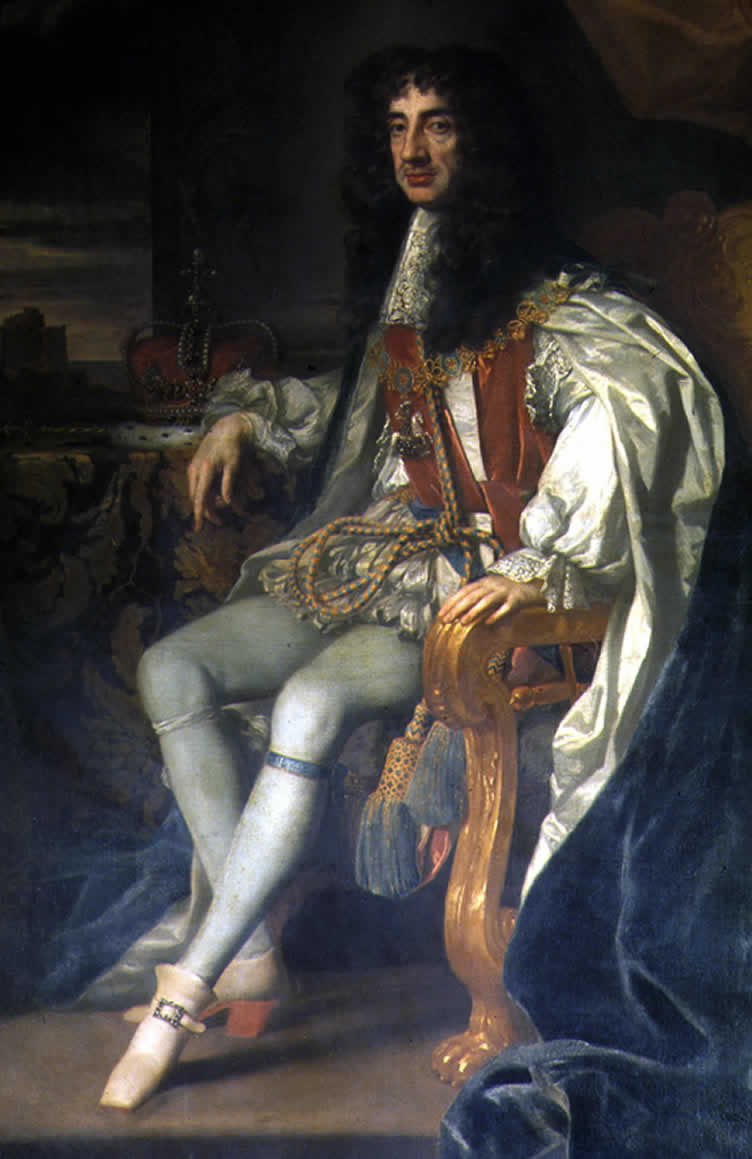
Charles II d'Angleterre

En matière politique, une « restauration » désigne une période de l’histoire où un gouvernement d’une époque précédente est réinstauré.

## En Europe
- La Restauration polonaise de Casimir Ier le Restaurateur (1039), marquant le retour des Piast après une période d'anarchie ;
- La guerre de Restauration (Portugal) de 1640 à 1668, qui se termine par le retour des Bragance ;
- La Restauration anglaise (1660 – 1714) marque le retour des Stuart ;
- La Restauration européenne désigne le retour de nombreux régimes lors du congrès de Vienne (1814 –1815) après les guerres napoléoniennes ;
  - En France, la Restauration est la période du retour des Bourbons (1814 – 1830) :
    - Première Restauration (1814 – 1815) ;
    - Seconde Restauration (1815 – 1830) ;

  - En Suisse : 
    - la Restauration (1814 – 1830), une période régénérant l’ancienne confédération d’« Ancien Régime » ;
    - la Restauration genevoise (1813 – 1846), période remettant en place la République de Genève ;
- En Espagne, trois restaurations des Bourbons : 
  - la « Restauration absolutiste » (1814 – 1833) ;
  - la « Restauration bourbonienne » (1874 – 1931) ;
  - la Transition démocratique (1975) ;
- L'Ère réactionnaire ou Restauration allemande, période de 1848 à 1858, faisant suite à la Révolution de Mars.

## En Amérique
- La guerre de Restauration (République dominicaine , 1863 – 1865), après la ré-annexion du pays par l'Espagne.

## En Asie
- Au Japon : 
  - la restauration de Kenmu (1333 – 1336) ;
  - la restauration de Meiji (à partir de 1868) ;
- En Chine :
  - La restauration impériale de 1915 – 1916 ;
  - La restauration mandchoue de 1917, qui dure une dizaine de jours.